# 比利時飲食

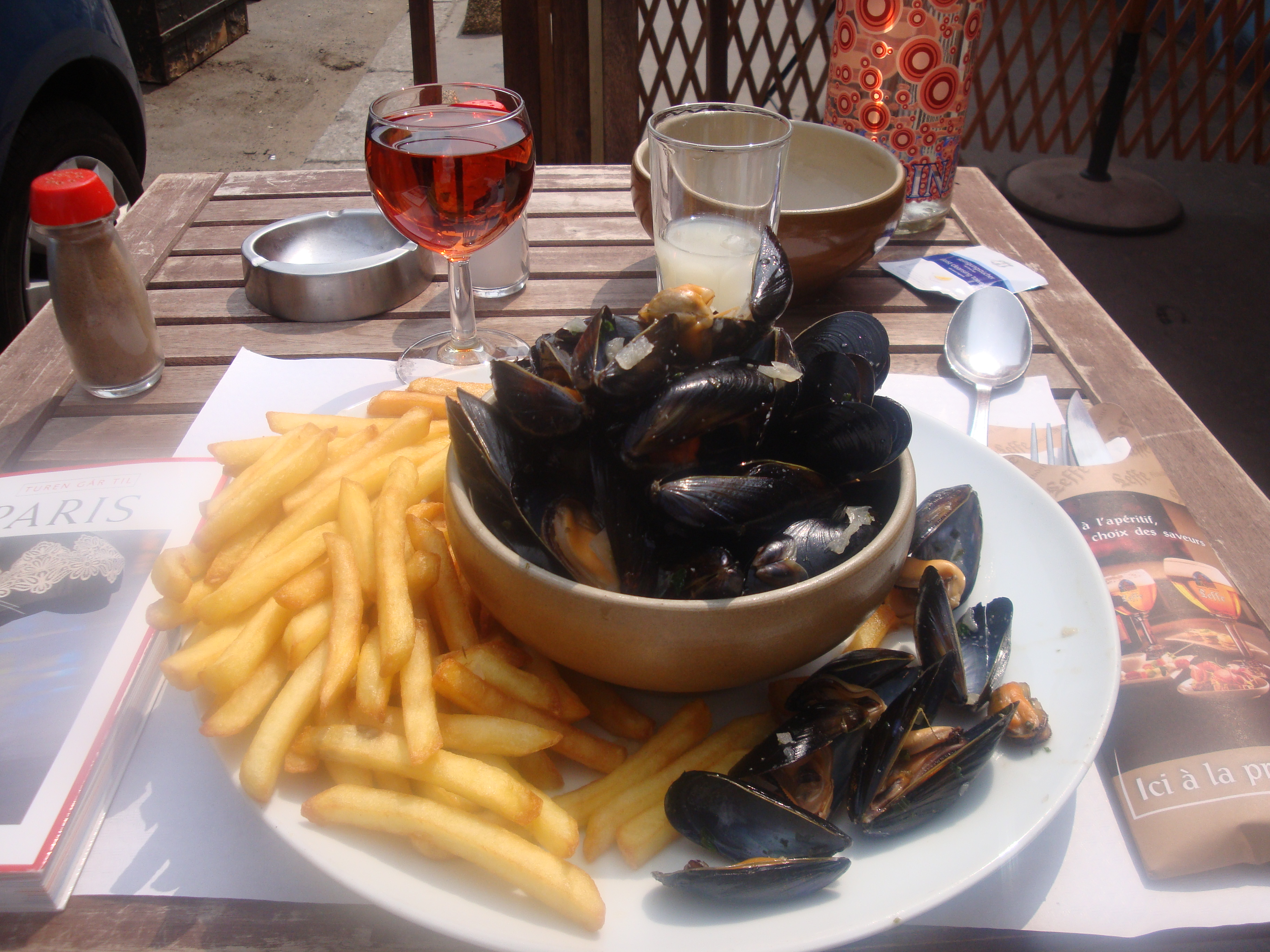
比利時國菜貽貝薯條配粉紅酒及法國茴香酒

比利時地處法國、德國和荷蘭交界的西歐十字路口，飲食文化受多個鄰國影響，多元化並有著很大的地區差異。人們形容比利時飲食有著德國飲食的量和法國飲食的質。對外國來說，比利時飲食的代表包括巧克力、華夫餅、薯條和啤酒。

## 菜式
- 貽貝薯條
- 啤酒烤肉
- 瓦特佐伊
- 韃靼牛肉

### 甜點
- 窩夫
- 斯派庫魯斯

## 啤酒

### 種類
比利時的啤酒種類繁多，從淡啤酒 (pale lager)到琥珀色艾爾 (amber ales)、蘭比克啤酒 (lambic beers)、佛蘭德紅艾爾 (Flemish red ales)、酸棕色艾爾 (sour brown ales)、烈性艾爾 (strong ale)和黑啤酒 (stouts)。 
2018 年，比利時約有 304 家營運中的啤酒廠， 其中包括國際大型企業形態者，如 AB InBev；也有傳統形態的啤酒廠，包括嚴規熙篤隱修會 (Trappist monasteries)所認證的啤酒品牌。 
現今比利時人平均每年喝 68 升啤酒，遠低於 1900 年代的水準，當時每人每年消耗約 200 升的啤酒。

### 文化
比利時大多數啤酒是以瓶裝而非罐裝形式供應，烈性啤酒或瓶裝啤酒通常倒在精心製作的特定啤酒的玻璃器皿中。不同廠牌啤酒有不同造型的玻璃杯設計，有時容器形狀極為獨特，此不僅是為營造視覺效果及香氣保留，同時也是為了製造並保持啤酒頭的泡沫。
除非酒吧當下沒有可與啤酒搭配的特定玻璃杯，否則啤酒通常不會以玻璃瓶裝供應。如果啤酒供應時是裝在非特定種類的玻璃杯中，大多數調酒師或服務人員都會向顧客致歉。除了啤酒商提供的豐富種類玻璃杯外，一些有名氣的比利時啤酒餐館也會用自家特有的玻璃器皿供應啤酒。
比利時啤酒非常多樣化，可搭配不同種類的菜餚，例如：小麥釀造的啤酒配海鮮或魚類，金色啤酒 (Blond beers)或 tripel啤酒搭配雞肉或白肉，Dubbel啤酒或其他黑啤酒搭配紅肉，水果蘭比克 (Fruit limbics)搭配甜點。
比利時也用啤酒入菜，例如Stofrij是用啤酒烹製的燉牛肉菜餚。菜餚中使用的啤酒通常是區域特產，例如布魯塞爾燉牛肉使用蘭比克lambic啤酒、安特衛普使用De Koninck啤酒，風味各不相同；另有一道名菜使用gueuze啤酒燉兔肉。 1998 年， Anheuser-Busch InBev連鎖酒吧在全球開設，供應典型比利時菜餚和啤酒。
啤酒在比利時人的生活中佔有相當重要的地位，2016年，聯合國教科文組織將比利時啤酒文化列入人類非物質文化遺產名錄之中。 